# Платицериум ангольский
Платице́риум анго́льский (лат. Platycerium angolense) — вид папоротников семейства Многоножковые.
Высокодекоративный вид. Культивируется в тёплых оранжереях и комнатах.

## Синонимы
По данным Missouri Botanical Garden:
- Alcicornium angolense Underw.
- Platycerium elephantotis Schweinf.

## Биологическое описание
Листья двух типов, спороносные и стерильные.
Спороносные листья в верхней части расширяющиеся, не рассечённые, в нижней части треугольно—клиновидные, тускло-оранжевоопушённые. Спорангии расположены поперечно по всей ширине нижней части листа.
Стерильные листья цельнокрайные, отогнутые верхней частью назад.

## Ареал, экологические особенности
Экваториальная Африка.
Эпифит.

## В культуре
Посадка на блок или на прорезанный сбоку пластиковый цветочный горшок, который со временем окутывается стерильными листьями.
Температура: 18—24 °C.
Относительная влажность воздуха: не менее 65 %.
Освещение: не менее 30 % от прямого солнечного света.
Период покоя с поздней осени по весну.
Во избежание риска появления бактериальных и грибковых инфекций рекомендуется просушка субстрата между поливами.